# Willem Begemann
Willem Lodewijk Begemann (Norg, 19 juni 1804 - Nuenen, 16 november 1876) was een hervormde dominee te Nuenen van 1828 tot 1875. Tevens moest hij in Geldrop preken.

## Leven en werk
Begemann, was een zoon van de predikant te Norg Simon Hendrik Anton Begemann en Lutgera Waten. Hij studeerde theologie aan de Universiteit van Leiden vanaf 1822. Hij trouwde op 18 mei 1829 te Rijswijk met Amalia Polixena Rosina Schröter (Warmond, 13 april 1806 - Nuenen, 4 januari 1877). Zij kregen 11 kinderen, sommigen daarvan stierven jong. Van belang zijn: 
- Jacobus Lodewijk (Louis) Begemann (Nuenen, 26 januari 1838 - Nuenen, 15 juni 1906), textielfabrikant;
- Margaretha Carolina (Margot) Begemann (Nuenen, 17 maart 1841, Den Haag, 11 februari 1907) had een verhouding met Vincent van Gogh.

Dominee Begemann werd opgevolgd door Theo van Gogh. Begemann woonde 47 jaar in het domineeshuis,  drie jaar langer dan dominee Hanewinkel er woonde.

### Textielfabrikant
In 1845 begon Begemann een linnen- en damastfabriek te Nuenen. De bedoeling daarvan was om werkgelegenheid te verschaffen aan hervormde wevers. Voor de landbouwers was er de Maatschappij van Welstand met hetzelfde doel. Begemann's fabriek was klein, en draaide voor een belangrijk deel op huisnijverheid. In 1855 werkten er vijf mannen, twee vrouwen en twee kinderen. Stoommachines ontbraken.
Op 27 september 1864 richtte zoon Jacob Lodewijk Begemann samen met Jacob Tirion de firma "Tirion en Begemann" op, welke ten doel had het fabriceren van bonte katoenen weefgoederen. In 1865 startte de productie, maar in 1870 werd de samenwerking ontbonden en ging Begemann alleen verder, hoewel hij spoedig in H.A. Kronenberg een compagnon vond. In 1871 werd een stoommachine van 12 pk geplaatst en sprak men van een "stoomweverij van katoenen en wollen manufacturen". In 1875 breidde men de fabriek nog uit maar in 1879 ging de fabriek alsnog failliet.
Jacob Tirion richtte op zijn beurt, samen met Robert Carlier, in 1873 te Eeneind een linnen- en damastweverij op. Deze fabriek hield het, onder wisselende eigenaars, langer uit en eindigde als "N.V. Nuenensche Textielfabriek P.A. Goevaers" in de jaren 60 van de 20e eeuw, toen de gehele Nederlandse textielindustrie in een crisis verkeerde, met een faillissement.

## Heden
In Nuenen bestaan nog twee monumenten die aan ds. Begemann herinneren, en wel:
- Huis Nune Ville, aan de Berg 24 uit 1874, in opdracht van Willem Begemann gebouwd naast de Hervormde Pastorie aan de Berg. Hier woonde ook Margot Begemann, het buurmeisje van Vincent van Gogh. Het is geklasseerd als Rijksmonument.
- Begemannhuis, aan de Berg 65, in 1871 in opdracht van Begemann gebouwd als textielfabriek. Van 1915-1921 was dit het atelier van de Belgische kunstschilder Alfons Blomme.

## Externe bron
- Jean Coenen, 2000. Gegeven Sint-Barbaradag 1300: Een overzicht van de geschiedenis van Nuenen, Gerwen en Nederwetten. ISBN 90-70108-50-X